# ショーン・ストリックランド
ショーン・ストリックランド（Sean Strickland、1991年2月27日 - ）は、アメリカ合衆国の男性総合格闘家。カリフォルニア州アナハイム出身。エクストリーム・クートゥア/ミレニアMMAジム所属。元UFC世界ミドル級王者。UFC世界ミドル級ランキング3位。

## 来歴
荒んだ家庭環境で育ち、アルコール依存症の父親から母親とともに身体的・精神的虐待を日常的に受けていた。14歳の時に総合格闘技のトレーニングを始め、2008年、17歳でプロ総合格闘技デビュー。KOTC世界ミドル級王座を獲得後、5度のKOTC王座防衛に成功し13戦無敗の戦績を残す。

### UFC
2014年3月15日、UFC初出場となったUFC 171でババ・マクダニエルと対戦し、リアネイキドチョークで1R一本勝ち。
2015年2月22日、ウェルター級転向初戦となったUFC Fight Night: Bigfoot vs. Mirでサンチアゴ・ポンジニッビオと対戦し、0-3の判定負け。キャリア16戦目で初黒星を喫した。
2017年4月8日、UFC 210でウェルター級ランキング11位のカマル・ウスマンと対戦し、0-3の判定負け。
2017年11月11日、UFC Fight Night: Poirier vs. Pettisでコート・マッギーと対戦し、3-0の判定勝ち。当初は1-0のマジョリティドローとアナウンスされたが、後に採点のミスが発覚しストリックランドの勝利に裁定が変更された。
2020年10月31日、ミドル級復帰戦となったUFC Fight Night: Hall vs. Silvaでジャック・マーシュマンと対戦し、3-0の判定勝ち。なお、この試合はマーシュマンがミドル級リミットから1.5ポンドの体重超過をしたため、187.5ポンド契約で試合が行われた。
2020年11月14日、UFC Fight Night: Felder vs. dos Anjosでブレンダン・アレンと対戦し、スタンドパンチ連打で2RTKO勝ち。パフォーマンス・オブ・ザ・ナイトを受賞した。
2021年7月31日、UFC on ESPN: Hall vs. Stricklandでミドル級ランキング8位のユライア・ホールと対戦し、3-0の5R判定勝ち。
2022年2月5日、UFC Fight Night: Hermansson vs. Stricklandでミドル級ランキング6位のジャック・ハーマンソンと対戦。ハーマンソンのタックルを全て切り、2-1の5R判定勝ち。6連勝を飾った。
2022年7月2日、UFC 276でアレックス・ペレイラと対戦し、左フックでダウンを奪われ追撃の右ストレートで1RKO負け。
2022年12月17日、UFC Fight Night: Cannonier vs. Stricklandでミドル級ランキング3位のジャレッド・キャノニアと対戦し、1-2の5R判定負け。
2023年1月14日、前戦から約1カ月後の試合となったUFC Fight Night: Strickland vs. Imavovでミドル級ランキング12位のナッソーディン・イマボフとライトヘビー級契約で対戦し、3-0の5R判定勝ち。怪我で欠場したケルヴィン・ガステラムの代役を受けての緊急出場であった。
2023年7月1日、UFC on ESPN: Strickland vs. Magomedovでアブス・マゴメドフと対戦し、右ストレートでダウンを奪いパウンドで2RTKO勝ち。パフォーマンス・オブ・ザ・ナイトを受賞した。

#### UFC世界王座獲得
2023年9月10日、UFC 293のUFC世界ミドル級タイトルマッチで王者イスラエル・アデサンヤに挑戦。試合前のオッズでは5.5倍対1.2倍で圧倒的不利と目されていたが、1Rに右ストレートでダウンを奪うと、アデサンヤの打撃を巧みなディフェンスで捌き、スタンドでプレッシャーをかけ続け終始優勢に試合を進めて、番狂わせとなる3-0の5R判定勝ち。王座獲得に成功し、パフォーマンス・オブ・ザ・ナイトを受賞した。元々はドリカス・デュ・プレシがアデサンヤに挑戦する予定であったがデュ・プレシが足を負傷したため、ストリックランドが代役を受けての出場であった。
2024年1月20日、UFC 297のUFC世界ミドル級タイトルマッチでミドル級ランキング2位の挑戦者ドリカス・デュ・プレシと対戦し、1-2の5R判定負け。王座から陥落し、ファイト・オブ・ザ・ナイトを受賞した。
2024年6月1日、UFC 302でミドル級ランキング7位のパウロ・コスタと対戦し、2-1の5R判定勝ち。
2025年2月8日、UFC 312のUFC世界ミドル級タイトルマッチで王者ドリカス・デュ・プレシに挑戦し、0-3の5R判定負け。王座返り咲きに失敗した。

## ファイトスタイル
上体を真っ直ぐにしてアップライト・スタンスに構え、試合を通してフットワークを使うことがほとんど無いが、ガードを固めショルダー・ロールやパーリングなどを駆使した高いディフェンス技術を持つ。攻撃面では、ハードパンチャーではないものの、左ジャブを軸とした堅実なボクシングを武器に、豊富な手数と常に前に出てプレッシャーをかけ、試合のペースを相手に取らせないスタイル。また、77%のテイクダウンディフェンス率を誇り、自らテイクダウンを狙うことは少ないがテイクダウン成功率においても64%と高い数値を誇る。試合ではスタンドでの打撃がほとんどであるが、柔術黒帯を所持している。

## 人物・エピソード
- がさつな性格から差別的で品性を欠いた暴言を吐くことが多く、これまで女性蔑視、同性愛嫌悪、人種差別など数々の物議を醸す過激な発言をしており[22]、過去には「試合中に誰かを殺したい。これ以上の幸せはないだろう」といったサイコパス的な発言をしているが[23][24]、こうした言動はブルース・バッファーやヴァレンティーナ・シェフチェンコなどから苦言を呈されている[25][26]。
- オーストラリアのニューサウスウェールズ州はUFCとUFC 293から同州で3大会開催する契約を1600万ドル（約25億円）で交わしたが[27]、UFC 293の記者会見でもストリックランドは「女性は働く必要はない。家にいて家族を養う必要がある」と性差別発言をし、シドニーへ到着した際のソーシャルメディアでも「いたるところにゲイとトランスの旗が掲げられている」「汚いリベラル派に囲まれることになるだろう」と同性愛嫌悪発言をしている。こうしたストリックランドの言動から、州野党の自由党副党首ナタリー・ウォードは、ストリックランドのイスラエル・アデサンヤへの下品な同性愛嫌悪的な発言などを例に上げ、州与党政府へストリックランドがニューサウスウェールズ州での大会に出場した場合、大会への支援を撤回するか質問しているが、州首相クリス・ミンズは、ストリックランドの発言は「ぞっとするものであり、容認されるべきでない」としつつも、UFCの大会は州に大きな経済効果をもたらすものであり、また、UFCのファンは多数いるが同様の考えを全く持っていないファンも多いので、ストリックランドの意見だけでUFCコミュニティを傷つけるべきではないと述べ、州スポーツ大臣のスティーブ・カンパーも「州政府は、UFCの選手、サッカー選手、ミュージシャンのいずれによる無礼または侮辱的なコメントを支持しない」としつつ、「ストリックランドが出場するかどうかは我々の決定ではないが、我々はUFCを支持し、楽しみにしている」「1人や2人のせいでスポーツ全体を汚すことはできない」と述べている[28]。
- UFC 296の前日に行なわれた記者会見で、舌戦からストリックランドが子供の時に父親から虐待を受けていたことを対戦相手のドリカス・デュ・プレシが触れたことに腹を立て、UFC 296の試合会場でデュ・プレシと鉢合わせると殴りかかり乱闘を起こした。2人の間にはギルバート・バーンズの息子が着席していたが、ストリックランドは彼に離席を促し、その後にデュ・プレシに殴りかかっている。
- カナダで行なわれたUFC 297の記者会見では、カナダのジャスティン・トルドー首相のフリーダム・コンボイへの対応を批判し、またセミファイナルで組まれていたUFC世界女子バンタム級タイトルマッチについて記者席の記者でも勝てると女性蔑視発言をし、さらにストリックランドのLGBTに関しての問題発言について記者と言い合いになるが、これらのことがカナダのテレビのニュースで取り上げられ同性愛者権利団体が抗議の声明を出すなどの問題に発展した。しかし、UFCのダナ・ホワイトCEOは、ストリックランドの意見のほとんどに賛同しないとしつつも、言論は自由であるべきで誰もが言いたいことを言い信じたいものを信じることができ侵害されるべきでないとして、選手の思想や発言を制限するつもりはないとコメントした。また、チケットを購入したファンからの返金要求や、試合を放送したESPNやUFCのスポンサーからの苦情なども一切なかったことを明かした[29]。
- 2022年5月にはプライド月間を前にしてLGBTに関しての扇動的な投稿を行いTwitterから一時使用停止処分を受けた。
- 総合格闘家のステファン・ボナーが死去した際に、ストリックランドは「たった今ステファン・ボナーが亡くなり、俺のInstagramのフィードやGoogleには『彼は昔一緒にトレーニングしたり遊んだりした仲間だった』と言うような連中の写真で溢れかえっている。しかし、俺が知る限りではステファン・ボナーは狂っていた。彼はオピオイド中毒だった。彼は逮捕され、オピオイドを処方してくれなかった病院から追い出され、コロナ禍に彼のジムは経営破綻した。皆が知る通り、俺はクソ野郎だ。俺は彼の写真を投稿して『安らかに眠れ』と言うつもりはない」「だが、彼が亡くなった後に彼を追悼する写真を投稿している奴らへ。彼が失意のどん底にいた時、お前たちはどこにいた？俺は彼を救わなければならなかったと言うつもりはないが、お前たちはその時彼の傍にすらいなかったのだから、今さら彼を慰めるのは止めろ。もう彼はそれを必要としていない」と語っている[30]。
- 白人至上主義のイデオロギーを持っていた祖父や映画『アメリカン・ヒストリーX』の影響で、少年時代は白人至上主義的なイデオロギーを持っていたが、中学3年生の時にヘイトクライムを起こしたため学校から退学処分を受けている。その後、母親に連れて行かれた総合格闘技ジムで、様々な人種の人々からトレーニングなどの助けを受けたことで白人至上主義の思想をやめたと語っている[31]。
- 2018年12月、ロサンゼルスでバイクに乗っていた際、車に衝突され一時意識不明となるが、命に別状はなかった[32]。

## 戦績
| 総合格闘技 戦績 | 総合格闘技 戦績 | 総合格闘技 戦績 | 総合格闘技 戦績 | 総合格闘技 戦績 | 総合格闘技 戦績 | 総合格闘技 戦績 |
| --------------- | --------------- | --------------- | --------------- | --------------- | --------------- | --------------- |
| 36 試合         | (T)KO           | 一本            | 判定            | その他          | 引き分け        | 無効試合        |
| 29 勝           | 11              | 4               | 14              | 0               | 0               | 0               |
| 7 敗            | 2               | 0               | 5               | 0               | 0               | 0               |

| 勝敗 | 対戦相手                           | 試合結果                                    | 大会名                                                                 | 開催年月日     |
| ×    | ドリカス・デュ・プレシ             | 5分5R終了 判定0-3                           | UFC 312: du Plessis vs. Strickland 2 【UFC世界ミドル級タイトルマッチ】 | 2025年2月8日   |
| ○    | パウロ・コスタ                     | 5分5R終了 判定2-1                           | UFC 302: Makhachev vs. Poirier                                         | 2024年6月1日   |
| ×    | ドリカス・デュ・プレシ             | 5分5R終了 判定1-2                           | UFC 297: Strickland vs. du Plessis 【UFC世界ミドル級タイトルマッチ】   | 2024年1月20日  |
| ○    | イスラエル・アデサンヤ             | 5分5R終了 判定3-0                           | UFC 293: Adesanya vs. Strickland 【UFC世界ミドル級タイトルマッチ】     | 2023年9月10日  |
| ○    | アブス・マゴメドフ                 | 2R 4:20 TKO（右ストレート→パウンド）        | UFC on ESPN 48: Strickland vs. Magomedov                               | 2023年7月1日   |
| ○    | ナッソーディン・イマボフ           | 5分5R終了 判定3-0                           | UFC Fight Night: Strickland vs. Imavov                                 | 2023年1月14日  |
| ×    | ジャレッド・キャノニア             | 5分5R終了 判定1-2                           | UFC Fight Night: Cannonier vs. Strickland                              | 2022年12月17日 |
| ×    | アレックス・ペレイラ               | 1R 2:36 KO（右ストレート）                  | UFC 276: Adesanya vs. Cannonier                                        | 2022年7月2日   |
| ○    | ジャック・ハーマンソン             | 5分5R終了 判定2-1                           | UFC Fight Night: Hermansson vs. Strickland                             | 2022年2月5日   |
| ○    | ユライア・ホール                   | 5分5R終了 判定3-0                           | UFC on ESPN 28: Hall vs. Strickland                                    | 2021年7月31日  |
| ○    | クリストフ・ヨトゥコ               | 5分3R終了 判定3-0                           | UFC on ESPN 23: Reyes vs. Procházka                                    | 2021年5月1日   |
| ○    | ブレンダン・アレン                 | 2R 1:32 TKO（スタンドパンチ連打）           | UFC Fight Night: Felder vs. dos Anjos                                  | 2020年11月14日 |
| ○    | ジャック・マーシュマン             | 5分3R終了 判定3-0                           | UFC Fight Night: Hall vs. Silva                                        | 2020年10月31日 |
| ○    | ノーディン・タレブ                 | 2R 3:10 TKO（パウンド）                     | UFC Fight Night: Volkan vs. Smith                                      | 2018年10月27日 |
| ×    | エリゼウ・ザレスキ・ドス・サントス | 1R 3:40 KO（右バックスピンキック→パウンド） | UFC 224: Nunes vs. Pennington                                          | 2018年5月12日  |
| ○    | コート・マッギー                   | 5分3R終了 判定3-0                           | UFC Fight Night: Poirier vs. Pettis                                    | 2017年11月11日 |
| ×    | カマル・ウスマン                   | 5分3R終了 判定0-3                           | UFC 210: Cormier vs. Johnson 2                                         | 2017年4月8日   |
| ○    | トム・ブリーズ                     | 5分3R終了 判定2-1                           | UFC 199: Rockhold vs. Bisping 2                                        | 2016年6月4日   |
| ○    | アレックス・ガルシア               | 3R 4:25 TKO（スタンドパンチ連打）           | UFC Fight Night: Cowboy vs. Cowboy                                     | 2016年2月21日  |
| ○    | イゴール・アラウージョ             | 5分3R終了 判定3-0                           | UFC Fight Night: Mir vs. Duffee                                        | 2015年7月15日  |
| ×    | サンチアゴ・ポンジニッビオ         | 5分3R終了 判定0-3                           | UFC Fight Night: Bigfoot vs. Mir                                       | 2015年2月22日  |
| ○    | ルーク・バーナット                 | 5分3R終了 判定2-1                           | UFC Fight Night: Munoz vs. Mousasi                                     | 2014年5月31日  |
| ○    | ババ・マクダニエル                 | 1R 4:33 リアネイキドチョーク                | UFC 171: Hendricks vs. Lawler                                          | 2014年3月15日  |
| ○    | マット・ラグラー                   | 1R 4:59 TKO（パンチ連打）                   | KOTC: Split Decision 【KOTC世界ミドル級タイトルマッチ】                | 2013年8月29日  |
| ○    | 坂下裕介                           | 5分5R終了 判定3-0                           | KOTC: Worldwide 【KOTC世界ミドル級タイトルマッチ】                     | 2013年7月5日   |
| ○    | ビル・アルブレヒト                 | 1R 2:41 KO（パンチ）                        | KOTC: Restitution 【KOTC世界ミドル級タイトルマッチ】                   | 2013年2月7日   |
| ○    | ジョシュ・ブライアント             | 5分3R終了 判定2-1                           | KOTC: Unification 【KOTC世界ミドル級王座統一戦】                       | 2012年12月9日  |
| ○    | ブランドン・ハント                 | 1R 3:24 TKO（パンチ連打）                   | KOTC: Hardcore 【KOTC世界ミドル級タイトルマッチ】                      | 2012年4月26日  |
| ○    | ブランドン・ハント                 | 1R 3:48 TKO（パンチ連打）                   | KOTC: Steel Curtain 【KOTC世界ミドル級タイトルマッチ】                 | 2011年12月17日 |
| ○    | ブレット・スバルデラ               | 1R 1:03 KO（パンチ連打）                    | KOTC: Demolition                                                       | 2011年8月6日   |
| ○    | ドナビン・ホーキー                 | 1R 1:21 リアネイキドチョーク                | KOTC: Platinum                                                         | 2010年11月25日 |
| ○    | アドリエル・モンテス               | 2R 1:05 TKO（パンチ連打）                   | KOTC: Underground 63                                                   | 2010年10月2日  |
| ○    | ジョージ・インターアーノ           | 5分3R終了 判定3-0                           | LBFN 7: Long Beach Fight Night 7                                       | 2010年1月3日   |
| ○    | ウィリアム・ウィーラー             | 1R 1:55 リアネイキドチョーク                | KOTC: Jolted                                                           | 2009年10月3日  |
| ○    | ブランドン・エルズワース           | 1R 1:28 TKO（パンチ連打）                   | KOTC: Last Resort                                                      | 2009年3月14日  |
| ○    | タイラー・ポテット                 | 2R 1:53 リアネイキドチョーク                | KOTC: Protege                                                          | 2008年3月22日  |

## 獲得タイトル
- 第9代KOTC世界ミドル級王座（2012年）
- 第14代UFC世界ミドル級王座（2023年）

## 表彰
- UFCパフォーマンス・オブ・ザ・ナイト（3回）
- UFC ファイト・オブ・ザ・ナイト（1回）